# تاريخ العلوم في الثقافات القديمة
إن تاريخ العلوم في الثقافات القديمة يشير إلى دراسة العلوم المبتدئة في التاريخ القديم قبل تطور العلم في العصور الوسطى. في عصور ما قبل التاريخ النصيحة والمعرفة تم تناقلهما من جيل إلى جيل شفهيا. تطور الكتابة مكن المعرفة من الحفظ والاتصال عبر الأجيال بدقة أكبر. جنبا إلى جنب مع تطوير الزراعة، التي سمحت بتوفير فائض من الطعام، أصبح من الممكن لأوائل الحضارات أن يتطوروا وأن يتم تكريس وقت أطول من أجل مهام أخرى غير النجاة كالبحث عن المعرفة لأجل المعرفة.

## الشرق الأدني القديم

### Mesopotamia

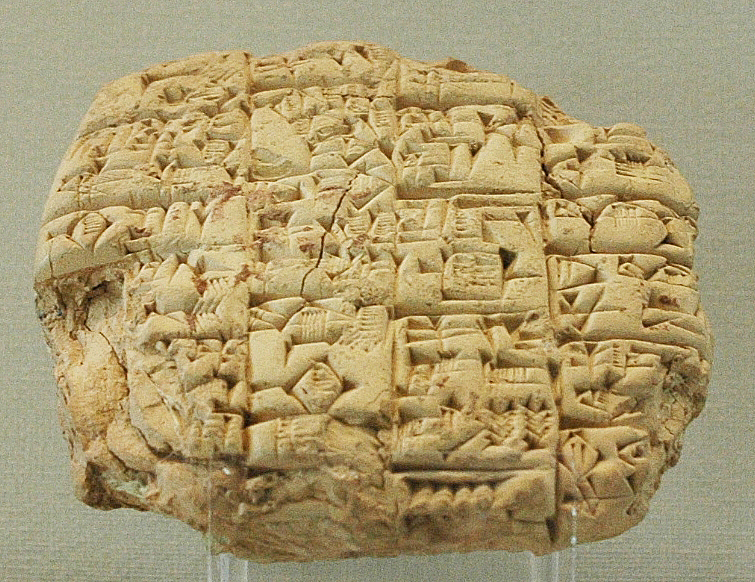
قرص طين من بلاد ما بين النهرين - رسالة من 2400 قبل الميلاد، اللوفر. (للملك لجش, وجدت في جيرسو)

منذ بداياتهم في سومر (العراق الآن) حوالي 3500 قبل الميلاد بدأت محاولة شعوب بلاد ما بين النهرين المحاولة لتسجيل بعض الملاحظات عن العالم مع بيانات عددية دقيقة للغاية. ولكن الملاحظات والقياسات كانت على ما يبدو لأغراض أخرى غير القوانين العلمية. مثال ملموس لقانون فيثاغورس تم تسجيله في وقت مبكر من القرن الثامن عشر قبل الميلاد، حيث سجلت الكتابة المسمارية لبلاد ما بين النهرين في قرص بليمبتون 322 سجلات أعداد من ثلاثية فيثاغورس (3 و 4 و 5) (5,12,13)... مؤرخة في عام 1900 قبل الميلاد، وربما آلاف السنين قبل فيثاغورس، —ولكن لم تحدث صياغة نظرية لقانون فيثاغورث وقتها.[بحاجة لمصدر]
علم الفلك هو العلم الذي يسعى إلى تسجيل ودراسة ملاحظات عن الاشارات القوية من حركات النجوم، الكواكبو القمر تركت على الآلاف من الألواح الطينية التي تم إنشاؤها من قبل الكتبة. حتى اليوم، الفترات الفلكية التي حددها علماء ما بين النهرين لا تزال تستخدم على نطاق واسع في التقويمات الغربية: السنة الشمسية، الشهر القمري، سبعة أيام في الأسبوع. باستخدام هذه البيانات التي وضعوها والطرق الحسابية لحساب تغيير طول النهار في أثناء السنة والتنبؤ بظهور واختفاء القمر والكواكب وكسوف الشمس والقمر. فقط عدد قليل من أسماء علماء الفلك معروفة اليوم مثل كيدينو، وهو عالم فلك كلدي وعالم رياضيات عاصر علماء الفلك اليونانيين. قيم كيدينو للسنة الشمسية ما زالت تستخدم اليوم في التقويمات. علم الفلك والتنجيم تم اعتبارهما نفس الشيء، كما يتضح من ممارسة هذا العلم في بابل من قبل الكهنة. بل بدلا من اتباع الاتجاه الحديث نحو عقلانية العلم، والابتعاد عن الخرافات والمعتقد، الفلك في بلاد النهرين وعلى العكس أصبح قائما أكثر على التنجيم في وقت لاحق من هذه الحضارة - دراسة النجوم من حيث الأبراج والنذر مما قد يفسر شعبية ألواح الطين. استخدم أبرخش  هذه البيانات لحساب مبادرة محور الأرض. ألف وخمسمائة عام بعد كيدينو قام محمد بن جابر البتاني، المولود فيما يعتبر تركيا الآن باستخدام البيانات التي تم جمعها وتحسينها على يد  أبرخش  لقياس المبادرة المحورية للأرض. كانت قيم البتاني 54.5 ثانية قوسية في السنة، مقارنة بالقيمة الحالية التي تبلغ 49.8 ثانية قوسية في السنة (26,000 سنة لمحور الأرض للف دائرة الإيماءة).

### مصر
كان التقدم كبيرا في مصر القديمة وشمل علم الفلك والرياضيات والطب.[بحاجة لمصدر] الهندسة الخاصة بهم كانت ثمرة ضرورية لعلم المساحة للحفاظ على تخطيط ملكية الأراضي الزراعية التي غمرتها المياه سنويا من نهر النيل. المثلث القائم 3-4-5 وغيره من قواعد الإبهام إلى تمثل هياكل مستقيمة بما في ذلك عمارة الساكف و العتب. كانت مصر أيضا مركز البحث الكيميائي لجزء كبير من العالم الغربي.
الكتابة الهيروغليفية المصرية، هو نظام كتابة لفظي اعتبر كأساس الأبجدية الفينيقية المصرية والتي انحدر منها العبرية، اليونانية، اللاتينية، العربية، السيريالية. أبقت مدينة الاسكندرية  على التفوق مع وجود مكتبتها التي تضررت بفعل الحريق عندما سقطت تحت حكم الرومان،  والتي تم تدميرها تماما عام 642. لتضيع معها كمية كبيرة من الآداب القديمة والمعرفة.
إبردية إدوين هي واحدة من أولى الوثائق الطبية التي لا تزال موجودة، ولعلها أقدم وثيقة تقدم فيها محاولات لوصف وتحليل الدماغ: لذا فإنها تعتبر البداية الأولى لعلم الأعصاب الحديث. ومع ذلك، في حين كان الطب المصري له بعض الممارسات الفعالة، إلا أنه كان لا يخلو من الممارسات الغير فعالة والضارة في بعض الأحيان. حيث يعتبر المؤرخون أن علم الصيدلة في مصر القديمة على سبيل المثال لم يكن فعالا.
 ومع ذلك، فإنه تم تطبيق الخطوات التالية: الفحص والتشخيص والعلاج والاستجابة العلاجية ثم علاج المرض الذي يعتبر مماثلا للمنهج التجريبي في  العلوم وفقا للويد  مما لعب دورا هاما في تطوير هذه المنهجية.  بردية إيبرس (1550 قبل الميلاد) احتوت كذلك على بعض الأدلة التقليدية لمنهج التجريبية.
وفقا لورقة بحثية نشرت من قبل مايكل د. باركينز فإن  72% من 260 وصفة طبية في بردية هيرست ليس لها عناصر علاجية. وفقا لمايكل د. باركينز فإن صيدلة الصرف الصحي بدأت لأول مرة في مصر القديمة واستمرت خلال العصور الوسطى، وفي حين أن استخدام روث الحيوانات يمكن أن يكون له خصائص علاجية،  إلا أنه لا يخلو من المخاطر. إذ ان الممارسات مثل وضع روث البقر على الجروح وثقب الأذن والوشم والتهابات الأذن المزمنة كانت من العوامل الهامة في الإصابة بالكزاز.

### الفرس
في الفترة الساسانية  (226 إلى 652 م)، انصب اهتمام كبير على الرياضيات وعلم الفلك. مدرسة جينديسابور هي أبرز مثال في هذا الصدد. الجداول الفلكية —مثل جداول شهريار — التي ترجع لهذه الفترة،  والمراصد الساسانية تم تقليدها في وقت لاحق من قبل الفلكيين المسلمين والمنجمين من الفترة الإسلامية.
في منتصف الحقبة الساسانية، تدفقت المعرفة القادمة إلى بلاد فارس من الغرب في شكل آراء وتقاليد اليونان، بعد انتشار المسيحية، ترافقها اللغة السريانية (اللغة الرسمية للمسيحيين[بحاجة لمصدر] وكذلك كنيسة المشرق الإيرانية). المدارس المسيحية في إيران قد أنتجت علماء عظماء أمثال نيرسي، فرهاد، ماراباي. أيضا تُرك كتاب عن طريق بولوس بيرسا، رئيس القسم الإيراني لمنطق وفلسفة أرسطو، مكتوب باللغة السريانية وومهدى إلى الملك الساساني أنوشيرافان.
الحادث الجيد الذي حدث قبل العلوم الإيرانية الإسلامية خلال الفترة الساسانية هو وصول ثمانية علماء من الحضارة الهلنستية، الذين لجأوا إلى بلاد فارس من الاضطهاد الروماني من الإمبراطور جستنيان. هؤلاء الرجال كانوا أتباع مدرسة الشك. خاض الملك أنوشيرفان العديد من المناقشات مع هؤلاء الرجال وخاصة مع رجل يدعى بريشيانوس. تم جمع ملخص هذه المناقشات في كتاب بعنوان حل مشاكل خُسرو ملك فارس ، الذي يوجد الآن في مكتبة سان جيرمان في باريس. هذه المناقشات تناولت العديد من الموضوعات مثل الفلسفة، علم وظائف الأعضاء، الأيض، والعلوم الطبيعية مثل علم الفلك. بعد إنشاء الدول الأموية والعباسية تم إرسال العديد من العلماء الإيرانيين إلى عواصم هذه السلالات الإسلامية.
في أوائل العصور الوسطى كانت بلاد فارس معقل العلوم الإسلامية.

## العالم اليونانى - الروماني

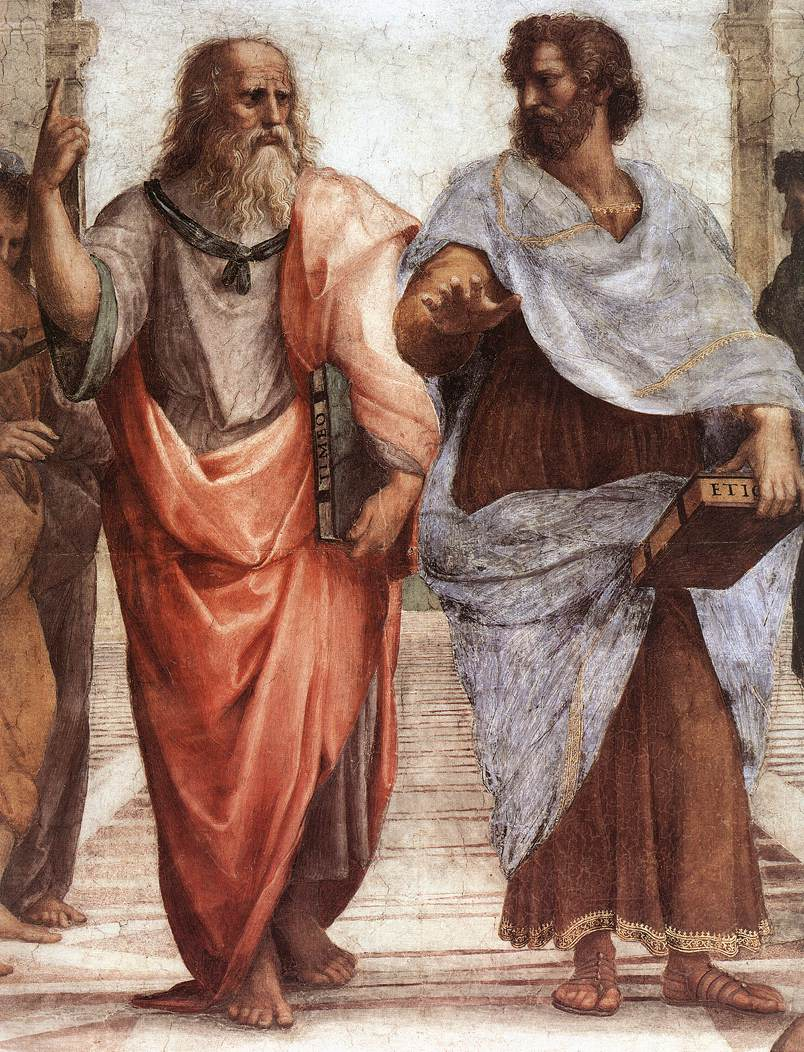
أفلاطون وأرسطو. مدرسة أثينا (1509).

الفكر العلمي في العصور الكلاسيكية القديمة أصبح ملموسا من القرن السادس قبل الميلاد في فلسفة ما قبل سقراط (طاليس، فيثاغورس). في  385 قبل الميلاد، أسس أفلاطون الأكاديمية. مع إطلاق طالب أفلاطون  أرسطو «الثورة العلمية» من الفترة الهلنستية والتي بلغت ذروتها من القرن الثالث إلى القرن الثاني مع علماء أمثال إراتوستينس، اقليدس، أرسطرخس و أبرخش و أرخميدس.
في العصور الكلاسيكية القديمة، جرت تحقيقات بشأن عمل الكون والتي هدفت إلى هذه الأهداف العملية كتكوين تقويم موثوق فيه أو معرفة كيفية علاج بعض الأمراض في هذه التحقيقات المجردة المعروفة باسم الفلسفة الطبيعية. الشعب القديم الذي كان يعتبر أول العلماء قد اعتقدوا في أنفسهم أنهم فلاسفة طبيعية ، كممارسي المهن الماهرين (على سبيل المثال، الأطباء)، أو من أتباع التقاليد الدينية (على سبيل المثال، معالجي المعبد).
التراث المهم في هذه الفترة شمل تقدمات كبيرة في المعرفة الواقعية، وخاصة في علم التشريح، علم الحيوان، علم النبات، علم المعادن، الجغرافيا، الرياضيات والفلك؛ الوعي بأهمية بعض المشاكل العلمية، وخاصة تلك المتعلقة بمشكلة التغيير وأسبابها؛ الاعتراف بالأهمية المنهجية لتطبيق الرياضيات على الظواهر الطبيعية وإجراء البحوث التجريبية. في العصر الهلنستي كثيرا ما استخدم العلماء المبادئ التي وضعت في وقت سابق من الفكر اليوناني: كتطبيق الرياضيات والبحوث التجريبية المتعمدة في أبحاثهم العلمية. لذا فقد أثرت خطوط واضحة والتي أدت من  اليونان القديمة والفلسفة الهنستية إلى الفلاسفة المسلمين والعلماء في القرون الوسطى إلى أوروبا في عصر النهضة والتنوير، إلى العلوم العلمانية الحديثة اليوم.

لتخطيط لطريقة عمل الأنتيكيثيرا

## الهند

الهند القديمة كان مبكرة الريادة في التعدين ، كما يتضح من الحديد المطاوع في عمود دلهي.

الحفريات في هارابا، موهينجو-دارو ومواقع أخرى في حضارة وادي السند  كشفت أدلة على استخدام «الرياضيات العملية». الناس من حضارة وادي السند قاموا بتصنيع الطوب بأبعاده في نسبة 4:2:1، والتي تعتبر مواتية من أجل استقرار هيكل الطوب. أكما استخدموا نظاما موحدا من الأوزان على أساس النسب: 1/20, 1/10, 1/5, 1/2, 1, 2, 5, 10, 20, 50, 100, 200, و 500 مع وحدة الوزن التي تعادل حوالي 28 غرام (ما يعادل تقريبا أونصة إنجليزية). كما أنتجوا كتل الأوزان العادية في أشكال هندسية  والتي شملت، بلبراميل، المخاريط، الاسطوانات، مما يدل على المعرفة الأساسية في الهندسة.
حاول سكان حضارة السند أيضا توحيد قياس الطول إلى درجة عالية من الدقة. فقاموا بتصميم مسطرة —مسطرة موهينجو-دارو—والتي كانت وحدة الطول بها (حوالي 1.32 بوصة أو 3.4 سم) مقسمة إلى عشرة أجزاء متساوية. كان للطوب المصنع في موهينجو-دارو القديمة في كثير من الأحيان أبعادا تعتبر مضاعفات لوحدة الطول هذه.
علم الفلك المبكر في الهند—كما هو الحال في الثقافات الأخرى— كان متشابكا مع الدين. أول نص يذكر المفاهيم الفلكية أتي من فيدا—الأدب الديني في الهند. وفقا لسارما (2008): «يجد المرء في ريجفدا أذكي التكهنات حول نشأة الكون من العدم، تكوين الكون، كروية الأرض، وأن السنة 360 يوما مقسمة على 12 أجزاء متساوية من 30 يوما مع كل دورية شهرية.»
كانت الكيمياء منتشرة في الهند. كان  الخيميائي الهندي و الفيلسوف كانادا الذي قدم مفهوم 'أنو' الذي عرفه بأنه المادة التي لا يمكن تقسيمها. وهذا يماثل مفهوم الذرة في العلم الحديث.

## الصين والشرق الأقصى

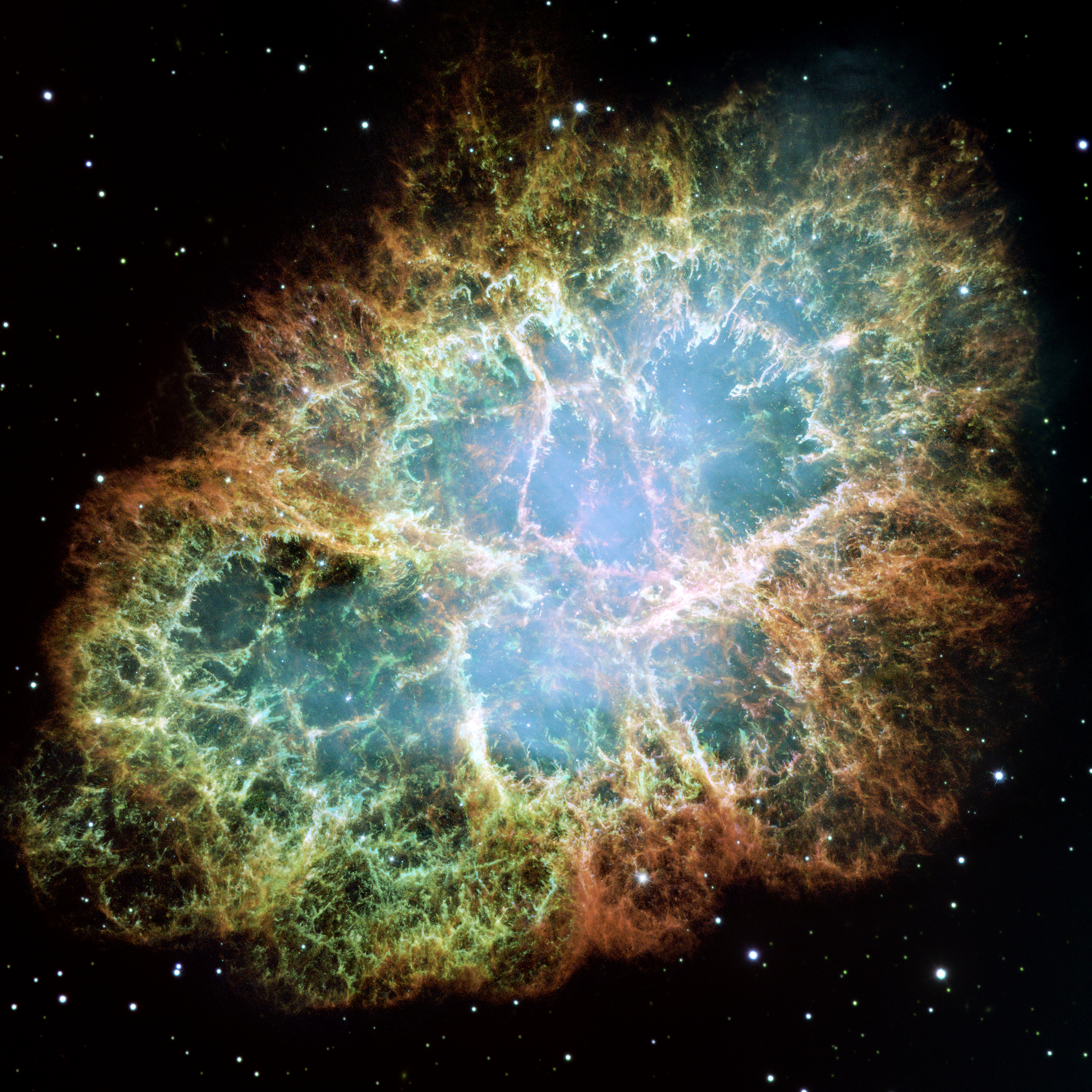
سديم السرطان. والذي يوجد في منتصفه نجم نيوتروني يدور بمعدل 30 مرة في الثانية.

أول الملاحظات المسجلة  لكسوف الشمس والسوبرنوفا تم تسجيلها في الصين. في 4 يوليو 1054لاحظ علماء الفلك الصينييون  نجم ضيف, سوبر نوفا الآن يسمى سديم السرطان. المساهمات الكورية شملت مساهمات مماثلة كتسجيل زخة الشهب وكسوف الشمس والقمر، وخاصة من 1500-1750 في حوليات مملكة جوسون. الطب الصيني التقليدي، الوخز بالإبر وطب الأعشاب كانوا يُمارسون في نفس وقت ممارسة الطب في كوريا.
من أوائل الاختراعات كانت المعداد، المراحيض العامة، و «اساعة الظل». لاحظ جوزيف نيدهام «الاختراعات الأربعة» من الصين كما بين بعضا من أهم التطورات التكنولوجية؛ والتي كانت البوصلة، البارود، صناعة الورق و الطباعة، والتي كانت في وقت لاحق معروفة في أوروبا في نهاية العصور الوسطى. في أسرة تانغ (AD 618 - 906) على وجه الخصوص كان عصر الابتكار. تم عقد تبادل حضاري كبير بين الحضارة الغربية والاكتشافات الصينية خاصة في عهد أسرة تشينغ.